# Gierałtowiec
Gierałtowiec (Duits: Giersdorf) is een plaats in het Poolse district  Złotoryjski, woiwodschap Neder-Silezië. De plaats maakt deel uit van de gemeente Złotoryja en telt 220 inwoners.